# Ocasional Talento
Hiroshi Claudio Ishida Ruiz (La Paz, 6 de mayo de 1996-26 de junio de 2025),  también conocido como Hiro Ishida o bajo el seudónimo Ocasional Talento, fue un artista de rap boliviano de ascendencia japonesa. Se destacó como cantante, escritor, compositor, productor musical y poeta, además de ser diseñador gráfico de profesión.Asimismo, formó parte de la banda de jazz y hip hop Vinilo 54, donde desempeñó el papel de compositor y vocalista principal.

## Carrera artística

### Inicios musicales y construcción artística
Desde temprana edad, se inclinó por la música y las artes, interés que comenzó a consolidarse durante su etapa escolar, donde docentes de música fomentaron su vocación a partir de los siete años. Durante su adolescencia practicó skate y parkour, actividades que lo llevaron a compartir distintos géneros musicales con su entorno, desde rock y punk hasta rap. Con el tiempo, se identificó principalmente con el hip hop y el boom bap.
A los 19 años, Hiroshi comenzó a grabar sus primeras canciones de rap en formato de maquetas caseras, las cuales compartía en su cuenta personal de Facebook. En esa etapa inicial utilizó el seudónimo “Hi-yakuza”, que más tarde reemplazó por “Ocasional Talento”. Tras grabar sobre instrumentales extraídas de internet, decidió profesionalizar su sonido, lo que lo llevó a conocer al productor francés Rez-p, con quien inició una colaboración sostenida que comenzó con el tema Contacto Visual.
El personaje de Ocasional Talento surgió de un poemario que el artista trabajó en el 2018. Según declaró en entrevistas, eligió un seudónimo que funcionara como un nombre y apellido, con la intención de crear una identidad distinta que le permitiera expresar aspectos que, como Hiro, no se sentía cómodo manifestando. Describía este alter ego como una figura que aparecía de forma intermitente, en episodios de inspiración creativa, por lo que eligió el término “Ocasional”, mientras que “Talento” aludía a la capacidad artística que emergía en esos momentos.
En sus primeros acercamientos al rap, reconoció influencias tanto de artistas internacionales como de algunas agrupaciones bolivianas, a pesar de que hace una década el panorama local era aún reducido. Entre las referencias nacionales que marcaron su interés destacan FM11, una banda paceña, y El Parche, un grupo de estilo old school originario de Santa Cruz.
Durante una etapa inicial de su carrera, enfrentó escepticismo por parte de familiares y personas cercanas, quienes consideraban que el rap no tendría futuro económico en Bolivia. Ante esa percepción, evaluó incorporarse a una agrupación de cumbia, género en el que ya trabajaba su hermano, Naoki Ishida. Sin embargo, descartó esa posibilidad al considerar que ello implicaría alejarse del proyecto Ocasional Talento y adoptar dinámicas escénicas que no compartía, como el baile coreografiado.

### Trayectoria profesional y consolidación artística
En noviembre de 2021, Ocasional Talento lanzó su álbum debut titulado "SÓLIDO", el cual incluye ocho canciones que fusionan samples y ritmos con influencias de jazz, soul y funk.A la par de la creación de este álbum, Hiro creó la banda Vinilo 54, conformada por Emilia Lanza, Eduardo Navarre, Bladimir Morales y Diego Ballón, lanzando su primer sencillo titulado "You and I".
A pesar de su presencia en la escena desde 2018, fue en 2022 cuando su carrera alcanzó reconocimiento, lo que le valió una nominación como Mejor Artista Revelación en los Bolivia Music Awards de ese año.Gracias a su creciente fama, recibió una invitación para unirse al Lineup del festival Respira Vol II, compartiendo escenario con destacados artistas locales como Bonny Lovy, Matamba y Chila Jatun.
En 2023, recibió nominaciones como Mejor Artista Urbano y Mejor Compositor en los premios Bolivia Music Awards.Además, ese mismo año, participó nuevamente en el evento Respira Bolivia , siendo esta la tercera edición del evento, donde colaboró con otros 30 artistas locales.
En diciembre de 2024, anunció a través de sus redes sociales la publicación de su primer libro de poemas, titulado "¿Cuántos perros te persiguen?". La presentación tuvo lugar el 21 de diciembre en la ciudad de Santa Cruz de la Sierra, en las instalaciones de Street Project. 
A inicios del 2025, tras varias nominaciones en ediciones anteriores, Ocasional Talento obtuvo el premio a Mejor Artista Urbano en los Bolivia Music Awards 2024.  Su última presentación tuvo lugar el 21 de junio de 2025 en el teatro Nuna Espacio Arte, donde compartió escenario con su banda Vinilo 54 y el compositor Rez-p. Debido a su fallecimiento muchas presentaciones programadas, entre ellas un viaje a Sucre previsto para agosto y septiembre de ese mismo año, no se llevarán a cabo.

## Fallecimiento
El 25 de junio de 2025, Ishida realizó su última publicación en redes sociales, una imagen con fondo negro acompañada de la palabra “gracias”. El 26 de junio, su hermano menor, Raúl Naoki Ruiz Ishida, anunció públicamente su fallecimiento mediante un comunicado difundido en redes sociales, sin ofrecer información sobre las causas del mismo.  Ese mismo día, se realizó el velorio en la ciudad de La Paz, y al día siguiente tuvo lugar una ceremonia cristiana, tras la cual fue enterrado en el Cementerio Jardín.
Tras la confirmación de su muerte, varios artistas nacionales manifestaron su solidaridad y destacaron su influencia en la escena musical del país. Bonny Lovy destacó su talento y mencionó los planes que tenían para realizar producciones conjuntas, mientras que Luis Vega expresó su admiración y recordó las presentaciones compartidas.
El 27 de junio, la Fuerza Especial de Lucha Contra el Crimen (FELCC) de Bolivia informó que Ishida falleció tras precipitarse desde el quinto piso de su vivienda, ubicada en la zona de Villa Fátima, en la ciudad de La Paz. El director de la institución, Gabriel Neme, informó que se trató de un caso de muerte violenta y que se halló una carta póstuma en el lugar, dirigida a su hija.De acuerdo con las primeras investigaciones, el artista atravesaba por dificultades de orden emocional y familiar. 

## Discografía
Álbumes de estudio
- 2020: SÓLIDO

## Sencillos
| Sencillos como solista - 2020: El Escritor del Cuento - 2021: En el medio - 2021: Un último intento - 2022: LIMBO (ft. Jotty Roots) - 2022: Stereo Break - 2023: Yo te amé (ft. Naoki Ishida) - 2023: Ya (ft. Lu de la Tower) - 2023: Buen Tipo - 2023: Todo lo contrario - 2024: Sold Out - 2024: La Prima (ft. Los Prana) - 2024: Justo y necesario - 2024: Asalto de Flow - 2024: La Danza del Fuego - 2025: Cara o Cruz - 2025: Cara o Cruz (Soul Version) | Sencillos con Vinilo 54 - 2021: You and I - 2022: Ruidos en el sótano - 2024: Encima de mí - 2025: Confesiones |

## Premios y nominaciones

### Bolivia Music Awards
| Año  | Categoría            | Trabajo  | Resultado | Ref.   |
| ---- | -------------------- | -------- | --------- | ------ |
| 2022 | Artista Revelación   | Él mismo | Nominado  | [ 9 ]  |
| 2023 | Mejor Compositor     | Él mismo | Nominado  | [ 11 ] |
| 2023 | Mejor Artista Urbano | Él mismo | Nominado  | [ 11 ] |
| 2024 | Mejor Artista Urbano | Él mismo | Ganador   | [ 14 ] |